# 横須賀市立池上小学校
横須賀市立池上小学校（よこすかしりつ いけがみしょうがっこう）とは、神奈川県横須賀市池上にある市立小学校。

## 沿革
- 1928年（昭和3年）7月1日 - 衣笠小学校の分教場、池上分教場として開設。
- 1934年（昭和9年） - 横須賀市立池上尋常小学校として独立、開校。
- 1941年（昭和16年）4月1日 - 国民学校令により、横須賀市池上国民学校に改称。
- 1947年（昭和22年）4月1日 - 学制改革により現校名に改称。
- 1973年（昭和48年） - 横須賀市立平作小学校が分離。
- 2007年（平成19年） - 2学期制になる。
- 2013年（平成25年） - 横須賀市立平作小学校を併合[1]。

## 通学区域
2014年度は以下の通りである。
- 山中町
- 金谷1丁目、2丁目(2番～4番、11番を除く)、3丁目(4番～6番を除く)
- 池上
- 阿部倉
- 平作4丁目、5丁目、6丁目の内8番、7丁目の内1番～3番、8丁目

また、坂本町5、6丁目は横須賀市立桜小学校の通学区域であるが、通うことができる。

## 進学先中学校
通学区域の全域が横須賀市立池上中学校に進学する。
平作7丁目1～3番は横須賀市立衣笠中学校にも進学できる。
また、公立学校選択制により、以下の学校を選択できる。
- 横須賀市立公郷中学校
- 横須賀市立衣笠中学校
- 横須賀市立大矢部中学校
- 横須賀市立田浦中学校
- 横須賀市立坂本中学校
- 横須賀市立大楠中学校

## 交通
- 京浜急行バス 池上中学バス停より徒歩10分
- 京浜急行バス池上小学校バス停すぐ

## 著名な出身者
- 齋藤隆（海上自衛官）
- 楓(E-Girls)